# Actos de Registro (cómic)
La Ley de Registro, Ley de Registro de Mutantes (LRM), la Ley de Keene, la Ley de Registro de Súper Humanos (LRS o LRSH), los Acuerdos de Sokovia y la Ley de Registro de Vigilantes (LRV), son proyectos legislativos ficticios que han sido parte de la trama de varios cómics y películas de superhéroes que, cuando se convirtieron en ley, aplicaron la regulación de la actividad de vigilante vs. la actividad de criminal o el registro obligatorio de individuos con súper poderes en el gobierno dentro del correspondiente universo ficticio. El hecho de que el gobierno ficticio podría tratar de regular las actividades y los derechos civiles de los superhéroes, o considerarlos como un valioso recurso de seguridad nacional sujetos al reclutamiento sin previo aviso en tiempos de crisis, también se ha explorado en otros cómics, como los del equipo de Sociedad de la Justicia de América de DC, series como Watchmen, Astro City, y Powers; las películas El Regreso de Capitán Invencible (1983) y Los Increíbles (2004); y en juegos de rol Brave New World (1999), y Dawn of Legends for Savage Worlds.
Este punto de la trama es especialmente rico y se ha explorado densamente en los universos ficticios de varios cómics publicados por Marvel Comics. La primera mención del concepto general fue en Uncanny X-Men # 141 (enero de 1981). El término "Ley de registro" se utilizó por primera vez en Uncanny X-Men # 181 (mayo de 1984). Como lo sugieren sus nombres, la Ley de registro de mutantes y la Ley de registro sobrehumanos se ocupan del registro de mutantes y de súper humanos, respectivamente. La Ley de registro de mutantes también apareció en la serie animada original de X-Men y en las películas de X-Men. Se han propuesto numerosas versiones de cada proyecto de ley en diferentes momentos y en diferentes jurisdicciones del Universo Marvel. La Ley de registro de súper humanos es un punto importante en la edición limitada del cruce de Civil War, del 2006 de Marvel, que fue adaptada en la película Capitán América: Civil War de 2016. Esta versión fue llamada los Acuerdos de Sokovia. Los Acuerdos se mencionaron en Spider-Man: Homecoming (2017). Los Acuerdos tendrían un impacto duradero en las películas Avengers: Infinity War (2018), Ant-Man and the Wasp (2018), y la serie WandaVision (2021) antes de que se revelara su derogación en She-Hulk: Attorney at Law (2022).

## La Ley de registro como concepto

### Historia de publicación
La idea de que los individuos con súper poderes podrían ser "registrados" por el gobierno se planteó por primera vez con los mutantes de Marvel Comics. En Uncanny X-Men # 141, (escrito por Chris Claremont y John Byrne), el concepto se plantea brevemente. En esa edición, el término "Ley de registro" no se usa, pero un personaje (Moira MacTaggert) hace referencia a la noción de "registro". En referencia a una política que ella sospecha que será anti-mutante y con prejuicios hacia estos, Moira dice:
"Registro hoy, cámaras de gas mañana".
La mención de la "Ley de Control de Mutantes" presenta el mismo problema. Sin embargo, no queda claro exactamente en qué consiste la legislación y si alguna forma de registro es parte de ella. Sin embargo, en Nuevos Mutantes # 1, se insinuó que implicaría la creación de campos de concentración.
El término "Ley de Registro de Mutantes" se utilizó por primera vez en Uncanny X-Men # 181, por el escritor Chris Claremont. A medida que la LCM (como se hizo conocida) se convirtió en una ley del Universo Marvel, se comenzó a usar con frecuencia como una trama secundaria, recurso narrativo o elemento de fondo en toda gama de títulos de Marvel, especialmente aquellos con mutantes (como Uncanny X-Men, X-Factor y Nuevos Mutantes) durante el final de los años ochenta.
A principios de la década de 1990, Chris Claremont dejó los títulos X y de en adelante el tema de LRM raramente aparecía en las historias. Todavía se mencionaba ocasionalmente, aunque generalmente en tiempo pasado, lo que sugiere que fue derogado en algún momento (aunque esto nunca se mostró claramente) o que simplemente dejó de aplicarse activamente.
Sin embargo, en una entrevista sobre la serie limitada de Civil War: X-Men, su escritor David Hine sugirió que sigue siendo una ley en el Universo Marvel, afirmando que en la serie, se discutirá si se aplica "la Ley de Registro de Mutantes en línea con la Ley de Registro de los súper humanos".
La idea de crear una legislación equivalente para individuos super-poderosos no mutantes, es decir, una Ley de registro de súper humanos, se planteó por primera vez en cómics que se publicaron durante el crossover de "Actos de Venganza" de los años 1989-1990. El tema fue explorado en su totalidad en Fantastic Four # 335-336 por el escritor Walter Simonson. En el curso de la historia, el problema se resolvió aparentemente con la propuesta de que la Ley se archivara.
El concepto fue revivido en 1993 en Alpha Flight (vol. 1) # 120 (mayo de 1993) por el escritor Simon Furman. En esa edición, una "Ley de registro de súper humanos" se convierte en ley en Canadá y se convirtió en un punto importante de la trama en el resto de la serie. Sin embargo, las series posteriores de Alpha Flight no usaron el concepto.
En 2006, el escritor Mark Millar revivió nuevamente el concepto como el punto principal de la trama en el crossover Guerra Civil de Marvel, en 2006. Mientras se preparaba el hilo argumental, se menciona una nueva versión de la Ley de registro de súper humanos en varios títulos de Marvel, y el tema se discute y explora más ampliamente en The Amazing Spider-Man # 529 - 531 (abril - junio de 2006) por el escritor Joseph Michael Straczynski.

### Problemas, alegorías y metáforas
Cuando el tema de la Ley de Registro Sobrehumana original se debate en Fantastic Four # 335-336, el tema se explora en un contexto de seguridad nacional, y se cuestiona la utilidad de dicha ley. En los cómics, los Cuatro Fantásticos argumentan que los superhéroes ya son una fuerza enormemente benevolente para la sociedad y que tal acto sería innecesario y posiblemente contraproducente.
Cuando el problema de una LRS se volvió a plantear en Amazing Spider-Man # 529 - 531, se explora una vez más la posibilidad de una nueva LRS desde una perspectiva de seguridad, con referencia al hecho de que los individuos superpoderosos a menudo poseen habilidades que tienen Potencial de uso masivo y destructivo, por lo que es necesario algún mecanismo para regular sus actividades.
El escritor de Civil War, Mark Millar, ha declarado que esa historia explora las implicaciones de los derechos civiles del RSH como lo han hecho las historias anteriores, pero también explora el otro lado del argumento con mayor profundidad, en particular cómo son los superhéroes de Marvel, sin un ARS, vigilantes ilegales, carentes de la debida autoridad legal o supervisión.

### Términos de los actos de registro
En una entrevista de junio de 2006, el editor de Civil War, Tom Brevoort, confirmó que los solicitantes de la ley debían revelar sus identidades al gobierno (pero no al público) y que debían someterse a algunas pruebas o capacitación básicas y cumplir con ciertos estándares (aún no especificados) antes de que obtengan la autorización legal para continuar usando sus habilidades para combatir el crimen. El empleo del gobierno no es obligatorio, aunque está disponible para aquellos que deseen tomarlo. Sin embargo, esto no se ha mantenido constante, y los personajes han hecho referencia a todas las personas superpotentes que se han visto obligadas a registrarse y alistarse en S.H.I.E.L.D.
Se reveló en Amazing Spider-Man # 535 que las personas no registradas se envían a una prisión en la Zona negativa de otra dimensión de forma indefinida hasta que accedan a registrarse. Iron Man afirma que, dado que esto está fuera del territorio de los Estados Unidos, casi no tienen derechos civiles a menos que la Corte Suprema de los Estados Unidos resuelva explícitamente lo contrario, y sabe que no lo harán. Esto lleva a Spider-Man a revaluar su apoyo al acto. Después de que finaliza el conflicto principal de Civil War, todos los presos de superhéroes son transferidos a cárceles reales en el estado, mientras que la instalación se transforma en una prisión de máxima seguridad para villanos de alto nivel de amenaza, como Taskmaster y Lady Deathstrike.

## Universo Marvel

### Marvel Comics

#### Historia ficticia de los Actos de Registro
La primera mención directa de una legislación dirigida específicamente a los súper humanos en el Universo Marvel se encuentra en Uncanny X-Men # 141 (enero de 1981) en la que se menciona la "Ley de Control de Mutantes", una ley del futuro. En el curso de la historia, la primera parte de la historia de dos partes, "Días del futuro pasado", Kate Pryde viaja en el tiempo desde un futuro distópico hasta el presente y posee el cuerpo de su yo más joven, la miembro de los X-Men, Kitty Pryde. Al revelarse a los compañeros de equipo de Kitty, les cuenta la serie de eventos que condujeron a su oscuro futuro, con la esperanza de que los X-Men pudieran evitar que esos eventos sucedan. Uno de esos eventos clave fue la aprobación de una "Ley de Control de Mutantes" por el Gobierno de los Estados Unidos. Cuando la Corte Suprema encontró que la ley era inconstitucional, el gobierno respondió reactivando su programa de robots Centinela para que pudieran vigilar a la raza mutante. Los Centinelas interpretaron su mandato de tal manera que decidieron tomar por la fuerza el gobierno del país e instituyeron un régimen severo donde los mutantes fueron severamente perseguidos. La referencia a la Ley de Control de Mutantes es breve y no está claro exactamente qué implican sus disposiciones, aunque parece que el registro constituye al menos una parte de la misma. En el curso de la historia, los X-Men tienen éxito en la prevención de uno de los eventos fundamentales que Pryde les había descrito (el asesinato del Senador Robert Kelly) de ocurrir, aunque el final de la historia es intencionalmente ambiguo en cuanto a si el futuro distópico de Pryde se evitó por completo. Aunque no se ha introducido ninguna Ley de Control de Mutantes en los cómics, la Ley de Registro de Mutantes puede ser su equivalente y los eventos de "Días del futuro pasado" siguen siendo aludidos en los cómics de X-Men como un posible futuro.

#### Legislación de Superhéroes Británicos de 1982
Durante los eventos de la historia, Jaspers' Warp, Jim Jaspers, un demente cazador de la realidad, se convirtió en el Primer ministro del Reino Unido y convirtió al Reino Unido en un estado fascista. Como primer ministro, hizo cumplir la "Legislación Superhéroe"; utilizando agentes blindados de S.T.R.I.K.E., la división de S.H.I.E.L.D. del Reino Unido, para cazar y detener a los superhumanos en el Reino Unido. Sin embargo, la legislación se abandona después de que el Capitán Britania derrotó a Jaspers.

#### Ley de Control Mutante
El registro como concepto se menciona por primera vez en Uncanny X-Men # 141 en el que Moira MacTaggert sugiere que Robert Kelly considera que el registro de mutantes por parte del gobierno es necesario.
Su sugerencia finalmente resulta ser precisa, y en Uncanny X-Men # 181 (mayo de 1984) se hace la primera mención de una Ley de Control de Mutantes cuando se ve a Kelly discutiendo su introducción de la Ley de Control de Asuntos de Mutantes con una colega senatorial. Luego se menciona en # 183 (1984) haber "agitado el nido de avispas" (12) por Valerie Cooper. En # 184 (julio de 1984), el senador Kelly menciona que la Ley fue presentada al Congreso por el senador Kelly y en #188 Nightcrawler señala que la posibilidad de que sea aceptada como ley es tan alta como nunca antes, sugiriendo que a diferencia de la Ley de Control de Mutantes en la línea de tiempo de "Días del futuro pasado", la Corte Suprema no la anularía.
La aprobación de la ARM no tuvo un impacto inmediato en las tramas de ninguna serie de Marvel, pero la legislación siguió siendo referenciada de forma intermitente en varios títulos. En al menos un caso (X-Factor # 1; febrero de 1986), la Ley se conoce como una "posible nueva ley". En esa historia, la perspectiva del ARM es una de las cosas que motivan a Jean Grey y Cyclops a formar X-Factor.
La legislación se convierte en un punto de complot más adelante cuando la agente del gobierno Val Cooper y la terrorista mutante Mystique forman la Fuerza de Libertad, un equipo de superhéroes sancionado por el gobierno (compuesto principalmente por exmiembros de la Hermandad de Mutantes) en Uncanny X-Men # 199 (noviembre de 1985). La Fuerza de Libertad hizo muchas apariciones en las que intentaron imponer el ARM mediante el arresto de mutantes no registrados, como miembros de los X-Men (por ejemplo, Uncanny X-Men # 206, junio de 1986), X-Factor (por ejemplo, X-Factor # 30; julio de 1988) y los Nuevos Mutantes (por ejemplo, Nuevos Mutantes # 86, febrero de 1990). También aparecieron haciendo cumplir el ARM en títulos no relacionados con X-Men, como Daredevil # 269 (agosto de 1989).
Capitán América (que en este punto es John Walker, el personaje que más tarde se llamaría U.S. Agent) y Battlestar, otros dos superhéroes sancionados oficialmente, también aplican brevemente la Ley al capturar a Meteorito, el mutante no registrado para el gobierno en Capitán América. (vol. 2) # 343 (julio de 1988).
Durante este período de aplicación activa de la ARM, los únicos mutantes que se muestran públicamente en protesta por la Ley fueron aquellos que no estaban alineados con los X-Men o sus equipos afiliados. Por ejemplo, en X-Factor # 33, la Alianza del Mal se manifiesta contra el ARM en Manhattan y, después de luchar, X-Factor es arrestado por Fuerza de Libertad y en Captain America # 368 (marzo de 1990) se muestra a un grupo mutante llamado Resistentes que protestan contra el actuar en Washington D. C., de hecho, lejos de agitar públicamente contra el acto, un equipo X (X-Factor, en su forma original) en realidad pretende en público ser partidarios del ARM que lo están haciendo cumplir activamente, aunque en realidad actúan para subvertirlo.
Con la Fuerza de Libertad (los personajes más involucrados en la aplicación de la Ley) ya no existe (se disuelven después de una misión desastrosa en Irak en X-Factor Annual # 6, 1991) y Chris Claremont (el escritor que desarrolló el ARM como un sub-parcela) ya no escribe las historias de X-Men después de 1992, la Ley de Registro de Mutantes dejó de aparecer de manera prominente en las historias del Universo Marvel.

#### Propuesta X
En un intento de subyugar a la población mutante restante, Simon Trask lidera la Humanity Now! coalición en apoyo de la legislación federal llamada Proposición X. La Proposición X, de ser aprobada, tendría un control químico de la natalidad obligatorio en todos los mutantes. Mientras marchaban al ayuntamiento de San Francisco en apoyo de la Proposición X, Simon Trask y sus seguidores se encontraron con la oposición de Hank McCoy, jóvenes mutantes y activista de la derecha mutante. La resistencia pacífica de Hank McCoy contra la Proposición X finalmente llevó a una lucha entre los lados opuestos. En respuesta, Norman Osborn declarará la ley marcial en San Francisco, lo que causará los disturbios que plagarán la ciudad las próximas noches. Estos eventos llevarán a Cyclops a crear un nuevo santuario mutante llamado Utopía, donde los mutantes pueden estar libres de legislación intolerante.

#### Ley de Registro Metahumano de 1990
Una variación en el concepto de la Ley de registro de mutantes, el concepto de la Ley de registro sobrehumano, se propuso originalmente en libros de historietas publicados en torno a la historia de "Actos de venganza", como Punisher (vol. 2) # 29 y Avengers (vol. 1) # 313 (ambos enero de 1990).
Durante ese período, en Fantastic Four # 335 y 336 (diciembre de 1989, enero de 1990) los Cuatro Fantásticos van al Congreso donde un comité está investigando si se requiere un ARS, similar en sus disposiciones a la ya vigente Ley de Registro de Mutantes, para los Superhéroes (La LRM solo cubre a los individuos que tienen sus poderes inherentemente al nacer, no a aquellos que adquieren sus habilidades artificialmente en la vida posterior) En su testimonio y en evidencia se presenta al Congreso, Reed Richards argumenta que una Ley de registro de súper-humanos es innecesaria, ya que los súper-humanos han sido en gran medida efectivos y confiables en sus acciones y la regulación gubernamental solo reprimiría su capacidad de proteger al mundo. Argumenta que aquellos individuos que probablemente actuarán de manera irresponsable con sus poderes también serán probablemente supervillanos y, por lo tanto, no serían candidatos para el registro de todos modos.
A medida que se debate el tema, él y sus compañeros de equipo son atacados continuamente por supervillanos aleatorios a quienes someten fácilmente, aunque no está claro si esto ayuda o dificulta sus argumentos. En su punto final sobre la falta de una definición viable de superhumano, Richards demuestra un dispositivo que analiza a un humano para determinar sus capacidades físicas y mentales y las compara con el promedio nacional, marcando "valores atípicos significativos" como "sobrehumanos". El dispositivo identifica a varios humanos regulares, incluidos algunos miembros del comité, como "sobrehumanos" según esos criterios. Se abandona la legislación propuesta y el comité no recomienda el registro de superhumanos en los Estados Unidos.

#### Ley de Registro de Superpotencias Canadienses de 1993
El gobierno canadiense aprobó una Ley de Registro de Superpotencias con el mismo nombre de Alpha Flight #120 (mayo de 1993). Presentado por un ministro del gobierno canadiense llamado Robert Hagon, la Ley de Registro de Superpotencias es parte de una trama compleja diseñada por el Maestro, que utiliza el alias "Joshua Lord".
Los términos de la ley implican el empleo en el gobierno de todas las personas con superpoderes, incluidos los mutantes, que luego se inscriben en uno de los programas del Departamento H "Flight" del gobierno, como "Alpha Flight" y "Gamma Flight".
Aunque se demostró que la Ley era controvertida y la primera serie terminó con la disolución de los super-equipos del gobierno canadiense (los diversos "Vuelos") en Alpha Flight (vol. 1) # 130 (marzo de 1994), el ARS canadiense nunca se revoca explícitamente o volcado dentro de los cómics.
Las series posteriores de Alpha Flight no reconocieron la ley. A partir de 2006, comenzaron a circular rumores (alentados por algunos creadores de Marvel, como Mark Millar) de que una nueva serie de Alpha Flight de alguna forma se encuentra en las etapas de planificación. Los rumores sugieren que la premisa de esta serie involucraría a los superhéroes estadounidenses que huyen de los Estados Unidos a Canadá para escapar de una Ley de Registro Sobrehumano de los EE. UU. Esto sugiere que el registro ya no es obligatorio en la versión del Universo Marvel de Canadá. En julio de 2006, el editor de Civil War, Tom Brevoort, estuvo de acuerdo con este sentimiento diciendo que "no hemos visto evidencia de ello en más de diez años de apariciones canadienses. Entonces, si tal legislación existiera, evidentemente fue revocada en algún momento".
Sin embargo, otras fuentes, como el título Omega Flight, de Michael Avon Oeming después de Civil War, contradicen esta afirmación, que varios personajes mencionan tener una Ley de Registro durante años, sin los efectos negativos de la Ley de Registro Superhumana de los Estados Unidos.

#### Ley de Registro Sobrehumano de 2006
El interés en el concepto de la ley se reavivó en varios cómics de Marvel en 2006. En New Avengers Special: los Illuminati (mayo de 2006), luego de los eventos de "Disminución" y la repentina caída dramática en la población de Mutantes, el gobierno de EE. UU. considera una Ley de registro sobrehumana y Iron Man intenta persuadir a sus colegas Illuminati para que apoyen al ARS, con el fin de difundirlo. Iron Man predice que algún superhumano o grupo de superhumanos terminará cometiendo un error que costará cientos de vidas (menciona específicamente a los Jóvenes Vengadores y Runaways como candidatos para causar tal catástrofe). Después de tal evento, continuó prediciendo, el gobierno inevitablemente se apresuraría a dar un ejemplo de alguien, o de todos, en la comunidad sobrehumana al aprobar una legislación que sería incluso más restrictiva o persecutoria para ellos que el ARS propuesto. Al respaldar la Ley antes de que se apruebe, sugiere, él y sus compañeros Illuminati podrían ayudar a evitar posibles tragedias futuras y, al convertirse en parte del proceso, ayudar a moderar la legislación para que tenga el mínimo posible. Efecto negativo sobre la comunidad sobrehumana. Sin embargo, la mayoría de los miembros Illuminati (excepto Reed Richards, quien había hablado en contra de la propuesta similar hecha 16 años antes (ver arriba)) rechace rotundamente la propuesta de Stark, lo que lleva a la disolución del grupo.
En Amazing Spider-Man # 529-531 (abril-junio de 2006), Spider-Man y Iron Man viajan a Washington D. C. para discutir el tema. En esos temas, Iron Man se muestra inicialmente opuesto a la idea, mientras que Spider-Man no está seguro de su opinión. En el número 531, se muestra que la primera parte de la predicción de Iron Man es precisa cuando un conflicto entre los New Warriors y un grupo de supervillanos termina con una explosión masiva que mata a cientos de personas, incluidos niños que asisten a una escuela cercana. Como se muestra en el cruce y serie de Civil War, la protesta pública que sigue a este evento lleva al gobierno (con el apoyo de Iron Man y su compañero miembro de los Illuminati, Reed Richards) a promulgar rápidamente la Ley de Registro Sobrehumano (LRSH), 6 USCS 558, que requería aquellos con habilidades sobrehumanas que ocurren naturalmente, super habilidades adquiridas a través de la ciencia o la magia (incluidos extraterrestres y dioses) e incluso humanos sin superpotencia que utilizan tecnología exótica, como Iron Man, registrarse como "armas vivas de destrucción masiva". La promulgación de la ley a nivel federal llevó a varias revisiones de los códigos penales estatales (como el Capítulo 40, el Artículo 120, la Sección 120 del Código Penal de Nueva York y la Sección 245 (d) del Código Penal de California) para permitir y la coordinación federal en la aplicación de la ley. Esto lleva a un gran cisma y conflicto entre los superhéroes, con el lado anti-LRSH, considerando la Ley como una violación de las libertades civiles, liderada por el Capitán América y el lado pro-LRSH, y considera que la Ley es una evolución natural de los superhumanos. El papel en el mundo moderno para recuperar la confianza del público liderado por Iron Man. Finalmente, el lado de Iron Man gana el conflicto y se establece la "Iniciativa de los cincuenta estados".
Otros países siguieron el ejemplo de América e introdujeron sus propias leyes de registro sobrehumano. 
Tras la invasión Skrull y la posterior caída de gracia de Iron Man, Norman Osborn toma el control de la Iniciativa y S.H.I.E.L.D., pero Tony Stark le impide obtener su registro en el registro (y por lo tanto las identidades de la mayoría de la comunidad sobrehumana) cuando infecta la base de datos del gobierno de los EE. UU. con un virus informático. Solo hay una copia de la base de datos LRSH, en el cerebro de Stark, donde la eliminó, pieza por pieza, antes de que Osborn pudiera ponerla en sus manos, destruyendo la información que era el foco de la "Guerra Civil" en primer lugar.
A la conclusión de Siege, Steve Rogers es nombrado el nuevo jefe de seguridad de los Estados Unidos y, como condición para unirse, convence al gobierno de que derogue la Ley, lo que permite a los superhéroes regresar a sus actividades anteriores.

#### Ley de Registro MI-13
La versión británica de registro se inició por primera vez en el número 1 y más detalladamente en el número 5 de Captain Britain y MI-13 (2008) durante la invasión Skrull: todos los superhéroes en el Reino Unido se reclutaron con efecto inmediato en la agencia de inteligencia MI-13. Después de la invasión, los términos indicaron que el MI-13 monitorearía y apoyaría a los superhéroes y los llamaría por razones de defensa nacional, pero les permitiría la semi-autonomía para que no se sintieran comprometidos moralmente.

#### Israel
El Mossad asigna a Sabra al equipo autorizado por el gobierno de EE. UU. de Bishop que supervisa a los mutantes rebeldes, a cambio de inteligencia y tecnología para que Israel pueda implementar su propio programa de registro.

### Nueva Yorkde Kingpin
Kingpin al ser elegido al de la Ciudad de Nueva York, declara a todos los justicieros de la ciudad cómo enemigos públicos.

### Ley de Bienestar Sobrehumano de Menores
Al ser insinuado por primera vez por el senador Geoffrey Patrick en la televisión sobre los problemas causados por los jóvenes vigilantes, en Proscrito (abril de 2020), la destrucción de Coles Academic High School debido al mal funcionamiento de Viv y la experiencia cercana a la muerte simultánea/resultante del público tuvo la El gobierno de los Estados Unidos redacta la Ley de bienestar sobrehumano de menores. La Ley, a la que apodaron la Ley de Kamala debido a las valientes acciones de Kamala durante el evento, prohibió a los superhéroes menores de veintiún años. La Ley también conduce a la creación de la Policía de Reconocimiento y Disrupción de Niños-Héroes (C.R.A.D.L.E.), cuyos comandantes evitarían que los jóvenes sean superhéroes. Una persona menor de edad puede actuar legalmente como superhéroe con un héroe adulto como patrocinador.
La Ley fue apoyada por muchos superhéroes como Spider-Man (Peter Parker), así como por padres de jóvenes superhéroes.
Resultó que la Compañía de Energía Roxxon había orquestado la conspiración de la Ley de Kamala a espaldas del gobierno después de formar una sociedad con ellos y el C.R.A.D.L.E., habiendo adquirido los dragones del evento Guerra de los Reinos, al deshacerse de la estudiante de secundaria Aliana Kabua, y echando la culpa a los campeones por el daño que nunca comenzaron. Roxxon manipula al gobierno para promover sus negocios turbios, como el encarcelamiento permanente, el lavado de cerebro y la experimentación poco ética, así como el posible secuestro de niños que se oponen a la ley injusta. Afortunadamente, Viv, que sobrevivió al asalto de Roxxon a Aliana y, sin saberlo, vendió la libertad de sus amigos a C.R.A.D.L.E. y Roxxon, expone los registros de actividad sombríos dentro de C.R.A.D.L.E. instalación al mundo, incluido el gobierno de los EE. UU., gracias a Brawn/Amadeus Cho. Con el apoyo de los Campeones y un grupo de manifestantes, el gobierno de EE. UU. pone fin a su asociación con Roxxon y revalúa muchas más leyes legales.

### Marvel Media

#### Universo Ultimate
Aunque no existe una Ley de Registro en el Universo Ultimate Marvel, existen varias leyes que prohíben la actividad sobrehumana. La modificación genética de un ser humano es ilegal, y el Tratado de Prohibición de Pruebas Sobrehumanas hace ilegal que las naciones empleen a superhumanos. Esto hace que el Tratado de Prohibición de Pruebas sea el polo opuesto del ARSH. En Ultimate Six # 1, se afirmó que la ley sobre superhumanos creados deliberadamente aún no está clara, lo que permite a Nick Fury mantener a los supervillanos por tiempo indefinido y en lugares ocultos (el # 5 demostró que el Presidente de los Estados Unidos no estaba al tanto de esto, y se puso furioso cuando se enteró de ello).

#### Exiliados # 12
En Exiles # 12 se muestra un mundo paralelo, similar a la línea de tiempo de "Días del futuro pasado", en la que la aprobación de una Ley de registro de mutantes llevó a los Centinelas a conquistar el mundo y arrear mutantes, superhumanos e incluso humanos a campos de concentración.
La versión de "Era de Apocalipsis" de Sabretooth, quien en ese momento era miembro de los Exiliados, se queda en este planeta para criar al bebé David Richards (el hijo de Rachel Summers y Franklin Richards de esa realidad).

#### Caballeros de Marvel: 2099
En un mundo alternativo (Tierra-2992) que se muestra en la serie de tiros únicos de Marvel Knights: 2099 publicada en noviembre de 2004, está vigente una Ley de registro de mutantes que obliga a los mutantes a pasar por un proceso que les roba sus habilidades.
Los Marvel Knights: Mutante 2099 de una sola vez explicó que después de la aprobación de esta Ley, los Vengadores, X-Men y los Cuatro Fantásticos se opusieron a la aplicación del gobierno de la misma y fueron finalmente derrotados en una gran batalla que se libró en frente del Edificio Baxter. Esto llevó a todos los superhéroes restantes a pasar a la clandestinidad.

#### La serie animada de X-Men de 1992
El primer episodio de la serie animada X-Men de 1992 (La noche de los centinelas (parte 1); fecha de emisión original: 31 de octubre de 1992) menciona que ya está vigente alguna forma de registro. En el episodio, a los padres adoptivos de Júbilo les preocupa que tengan que "registrarla en la Agencia de Control de Mutantes" después de que ella manifieste sus poderes por primera vez.
Pero luego del ataque a Júbilo en un centro comercial, se reveló que la agenda oculta de Henry Peter Gyrich, el fundador de la agencia, es engañar a los mutantes para que revelen sus identidades para que los Centinelas puedan rastrearlos y eliminarlos debido a las creencias de Gyrich de que los mutantes suponen una amenaza para la sociedad. Después de la destrucción de sus archivos, luego de la redada de X-Men en la agencia, el Presidente decide cancelar el acto de registro. La persecución de los mutantes por parte del gobierno es un tema constante durante la quinta temporada de la serie.

#### Las películas deX-Men
Los eventos de la primera película de X-Men se precipitan cuando el senador Robert Kelly introduce una Ley de Registro de Mutantes en el Senado. Esto motiva a Magneto, quien considera que dicha legislación es persecutoria para los mutantes, para secuestrar a Kelly y reemplazarlo por Mystique, quien, a la vez que se hace pasar por Kelly, retira su defensa de la Ley.
En la secuela, X2, la Ley de Registro de Mutantes se menciona brevemente cuando Tormenta especula que el ataque de Nightcrawler en la Casa Blanca podría llevar al gobierno a reintroducir la legislación. Al final de la película empieza un período de paz entre mutantes y humanos hasta la creación de los Centinelas manufacturados por la empresa Trask Industries (que fue fundada por un antimutante del cual su apellido es el nombre de la empresa) 10 años después a partir de The Wolverine, lo que provoca un exterminio de mutantes por todo el planeta en X-Men: Días del Futuro Pasado, siendo aquellos cazados por los Centinelas ya mencionados.

#### Marvel Cinematic Universe
En Agents of S.H.I.E.L.D. los llamados Inhumanos son cazados por una agencia gubernamental llamada ATCU cómo respuesta a una pandemia de genes Inhumanos provocada por el pescado contaminado con los restos de un cargamento de Niebla Terrigena lanzado al mar después de un enfrentamiento de S.H.I.E.L.D. con los Inhumanos rebeldes liderados por Jiaying en la segunda temporada.
En Capitán América: Civil War (2016), que se basa libremente en los cómics de la "Guerra Civil", la opinión pública de los Vengadores y de todos los seres superpoderosos empeora después de las batallas climáticas de Marvel The Avengers, Captain America: The Winter Soldier y Avengers: Age of Ultron, que causó una gran destrucción y víctimas en Nueva York, Washington D. C. y Sokovia. El brote inhumano en Agents of S.H.I.E.L.D. empeora el fanatismo. Después de una catástrofe en Lagos, involucrando a Bruja Escarlata usando sus poderes para desviar una explosión de Crossbones, destruyendo accidentalmente un edificio y matando a varios trabajadores humanitarios (incluidos algunos trabajadores de Wakanda), las Naciones Unidas están tratando de aprobar un conjunto de documentos legales ratificados internacionalmente que proporcionar regulaciones y marcos para el despliegue militar/policial de individuos mejorados, particularmente los Vengadores, llamados Acuerdos de Sokovia. Los Acuerdos dividen a los Vengadores, lo que lleva al Capitán América a entrar en conflicto con Iron Man, que cree que los Vengadores deben ser responsables de sus acciones, especialmente después de que creó a Ultron y fue responsable de la destrucción en Sokovia, mientras que el Capitán América cree que los Acuerdos restringirán la libertad de los Vengadores y, por lo tanto, se opondrán. 
Esto lleva a cada uno a formar su propio bando mientras luchan por los Acuerdos, así como al Soldado del Invierno enmarcado para el atentado en la ONU por el Coronel Helmut Zemo. Esto finalmente resulta en que ambos bandos del conflicto luchen en el aeropuerto de Leipzig / Halle, con Iron Man, Máquina de Guerra, Spider-Man, Black Widow, Pantera Negra y Visión, contra el Capitán América, el Soldado de Invierno, Falcon, Hawkeye, Bruja Escarlata y Ant-Man, con Iron Man y el Secretario de Estado Thaddeus Ross encerrando a Falcon, Bruja Escarlata, Hawkeye y Ant-Man en la Balsa por oponerse a los Acuerdos, mientras que Black Widow huye después de que ella ayudó a escapar al Capitán América y al Soldado del Invierno. 
Al final de la película, después que Stark elige no interferir después de leer una carta de Rogers, el Capitán América los saca a todos de la Balsa, con Iron Man, que estaba horrorizado por la forma en que estaban tratando a sus antiguos compañeros cuando asumió que la balsa solo se usaría para criminales reales, no vigilantes, que de buen grado está permitiendo la ruptura se produce sin la interferencia de su lado. Pantera Negra proporciona a los héroes anti-registro (que ahora son fugitivos buscados) refugio en Wakanda después de enterarse de que los Acuerdos fueron manipulados por Helmut Zemo.
Los Acuerdos fueron mencionados en Agents of S.H.I.E.L.D., Temporada tres, episodio "Emancipación" y jugar a través de la cuarta temporada del programa. 
En Avengers: Infinity War (2018), Ross todavía tiene la intención de procesar al Capitán América y su equipo por violar los Acuerdos a pesar de estar al tanto de las acciones de Helmut Zemo y la amenaza que Thanos representa para la Tierra, lo que aliena a Máquina de Guerra, que cuelga a Ross en lugar de arrestar a los fugitivos. según lo ordenado (que, en respuesta, se gana una corte marcial y la ira de Ross, pero no le importa, ya que ahora ve que los Acuerdos han sido de todo menos útiles). Ant-Man y Hawkeye evitan el enjuiciamiento al aceptar los términos del gobierno y retirarse. 
En Ant-Man and the Wasp (2018), Lang está bajo arresto domiciliario como parte de su acuerdo con la fiscalía, mientras que Hope van Dyne y su padre Hank Pym se vieron obligados a esconderse por violar los Acuerdos debido a que su tecnología estaba involucrada en el conflicto. 
En WandaVision (2021), el agente del FBI Jimmy Woo sugiere que Maximoff violó los Acuerdos cuando reactivó a Visión. Sin embargo, finalmente se revela que las imágenes de vigilancia que muestran esto fueron manipuladas por el director en funciones de S.W.O.R.D., Tyler Hayward.
En Black Widow (2021), ambientada en 2016, Romanoff continúa huyendo de Ross por violar los Acuerdos durante su cruzada para derribar la Habitación Roja.
En Falcon and the Winter Soldier (2021), se exhiben los documentos de los Acuerdos de Sokovia en el Smithsonian, concretamente en la exposición del Capitán América. A pesar de que los Acuerdos de Sokovia fueron derogados y eliminados tras los eventos ocasionados por Thanos, ahora existe otra ley más propia de Estados Unidos aún no implementada llamada Ley de Humanos Mejorados, que sale en los créditos, cuando el Secretario Ross pide a uno de sus oficiales clasificar esa ley.
En She-Hulk: Attorney at Law (2022), episodio "Ribbit and Rip It", cuando Jennifer Walters solicita que el sastre de superhéroes Luke Jacobson revele su lista de clientes a la corte, su abogado Matt Murdock afirma que los Acuerdos de Sokovia habían sido derogados y eliminados completamente tras el incidente provocado por Thanos en Avengers: Infinity War y Avengers: Endgame, negando así la necesidad de revelar su lista de clientes.
En Secret Invasion, después la Invasión Secreta Estados Unidos aplica una ley que prohíbe a toda especie originaria de fuera de la Tierra pisar su propio suelo.
En Daredevil: Born Again, Kingpin cómo alcalde de la ciudad de Nueva York declara el vigilantismo cómo ilegal en la ciudad, siendo los vigilantes cazados por una división antijusticiera del Departamento de Policía de la Ciudad de Nueva York sin la necesidad de órdenes judiciales.

#### Avengers Assemble
En la tercera temporada de Avengers Assemble titulada Ultron Revolution, se promulgan dos actos de registro en respuesta a los eventos de la temporada, la "Ley de Nuevos Poderes", que coloca a todos los seres superpotentes bajo la jurisdicción del gobierno y una variación de la Ley de Registro de Mutantes conocida como Inhumanos. La Ley de registro pone a todos los Inhumanos bajo el control del gobierno con discos de registro en sus cuellos. Sin embargo, tanto la "Ley de Nuevos Poderes" como la Ley de Registro Inhumano son solo un complot de Ultron (que estaba disfrazado de enlace de los Vengadores con el gobierno, Truman Marsh) para lograr sus objetivos contra los humanos y los Inhumanos. Revelando que los Discos de Registro son dispositivos de control mental.

#### Marvel Future Avengers
En una historia de tres partes durante la primera temporada de Marvel Future Avengers, Norman Osborn usa un gas que altera la mente como el Duende Verde para hacer que Hulk se enfurezca en la ciudad de Nueva York, avivando el sentimiento anti-superhéroe. Osborn usa esto para obtener apoyo para un nuevo proyecto de ley de regulación de superhéroes, con la esperanza de eliminar a los superhéroes de la sociedad y permitirle sembrar el caos. La ley se aprueba, pero varios concejales comienzan a buscar su derogación, lo que lleva al Duende Verde a realizar ataques violentos contra los opositores del proyecto de ley. Finalmente, Spider-Man y los Vengadores del Futuro exponen a Osborn como el Duende Verde, y es derrotado y encarcelado, lo que restaura la fe de la gente en los héroes y conduce a la derogación de la ley.

#### Marvel's Avengers
Después del incidente en el A-Day, los superhéroes cómo los Vengadores se declaran ilegales haciendo que muchos abandonen su vida cómo héroes. Siendo sustituidos por la corporación A.I.M.

#### Marvel's Midnight Suns
La mutante Magik menciona a Hunter la Ley de Registro de Mutantes.

## Universo DC
En muchos otros universos de superhéroes, el gobierno ha intervenido para regular o controlar las actividades de los superhéroes. Algunos ejemplos de esto incluyen:

### DC Comics
En el Universo DC de DC Comics, la Sociedad de la Justicia de América optó por disolverse en 1951 en lugar de aparecer ante el Comité de Actividades Antiestadounidenses que exigió que se desenmascararan. Esto fue mostrado por primera vez en una historia de respaldo en Adventure Comics (vol. 1) #466 ("¡La derrota de la Sociedad de Justicia!", diciembre de 1979) por el escritor Paul Levitz y posteriormente se exploró en América contra la Sociedad de Justicia, 4 series limitadas (enero-abril de 1985) de los escritores Roy y Dann Thomas. 
También hay una legislación llamada "Ley Keene" (una referencia aparente a Watchmen, ver más abajo) en el Universo DC. Mencionada por primera vez en Escuadrón Suicida (vol. 1) # 1 (mayo de 1987) en una historia escrita por John Ostrander, la "Ley" se conoce como una ley de 1961 que otorga mayor libertad a las cárceles para encarcelar a los superhumanos que a los presos comunes.
Se exploró más a fondo en Secret Origins (vol. 3) #14 (mayo de 1987), nuevamente escrito por Ostrander, donde se revela que la Ley se aprobó en 1961 y reafirmó el derecho (que HUAC había puesto en duda). en 1951) de superhéroes para operar con identidades secretas. Esa historia también revela que la posterior "Enmienda de Ingersoll" (una referencia al abogado y escritor de cómics Bob Ingersoll) del Acta Keene, que delinea la autoridad gubernamental sobre la actividad sobrehumana en tiempos de crisis, se convirtió en ley en 1972.

### Watchmen
En la serie de Watchmen, 12 ediciones de Alan Moore y Dave Gibbons (septiembre de 1986 - octubre de 1987), se hace una referencia extensa a una ley llamada Ley Keene.
La serie revela que las acciones de los superhéroes o "vigilantes disfrazados" en el mundo de Watchmen provocaron una huelga policial en la ciudad de Nueva York en 1977, lo que provocó disturbios (que aparecen en Watchmen # 2; octubre de 1986) y la aprobación de la Ley Keene, que prohíbe los actos afiliados no gubernamentales de "aventuras disfrazadas" (mencionadas en Watchmen # 4; diciembre de 1986).
La aprobación de la ley llevó a la jubilación de la mayoría de los superhéroes de los EE. UU., Con la única excepción de ser héroes patrocinados por el gobierno como The Comedian y Doctor Manhattan (que están acostumbrados a luchar en guerras, lo que permite que EE. UU. gane la Guerra de Vietnam) y Rorschach, que se niega a cumplir con la ley. La serie los muestra saliendo de su retiro cuando The Comedian es asesinado al comienzo del cómic.

### Medios DC

#### Smallville
En la serie de televisión Smallville, The Vigilante Registrations Act (VRA) se propone una legislación que requeriría que los vigilantes se registren. Dirigida por el general Slade Wilson, la VRA obliga a los héroes registrados a desenmascararse y trabajar oficialmente para el gobierno o ser catalogados como terroristas. A pesar de los esfuerzos de Darkseid y sus secuaces para alentar la propaganda antihéroe, las acciones de la Liga de la Justicia, Oliver Queen y la senadora pro vigilante Martha Kent, irónicamente ayudadas por un intento de asesinato organizado contra Martha por un clon de Lex Luthor, que se basó en sus rencores personales contra su hijo en lugar de en el VRA, lo que provocó que la Ley se revocara y que los héroes pudieran regresar a sus vidas diarias.

#### Batman v Superman: Dawn of Justice
En la película Batman v Superman: Dawn of Justice, el personaje de Superman se vuelve polémico debido a la destrucción que causó en Metrópolis durante El hombre de acero. Posteriormente, el gobierno decide tener una audiencia en la corte que decidirá si Superman debe rendir cuentas a través de un acto de registro. Superman intenta evitarlo, y en su lugar se enfoca en localizar a Batman, quien está de acuerdo con el gobierno y desea obtener la Kryptonita para usarla si es necesario. Superman finalmente asiste a la audiencia, pero antes de que se pueda tomar una resolución, Lex Luthor bombardea la corte.

#### Supergirl
En la serie del Arrowverso Supergirl, hay un sentimiento de odio significante en la Tierra por los visitantes extraterrestres cómo Supergirl.

#### Universo DC
En el Universo DC a los ciudadanos no humanos cómo metahumanos, monstruos, animales mejorados, androides o incluso alienígenas se les restringen de ciertos derechos penales en Estados Unidos. Lo que le da la ventaja a Amanda Waller de utilizar su Fuerza Especial M de una forma más legal debido a las infracciones constitucionales denunciadas por la hija de Waller, Leota Adebayo.

## Otros equivalentes
En muchos otros universos de superhéroes, el gobierno ha intervenido para regular o controlar las actividades de los superhéroes. Algunos ejemplos de esto incluyen:

### El Regreso del Capitán Invencible
En la película de comedia, El Regreso del Capitán Invencible de 1983, protagonizada por Alan Arkin y Christopher Lee, el Capitán Invencible (Arkin) es un superhéroe que se vio obligado a retirarse en la década de 1950 tras la persecución del gobierno contra él.
En un escenario similar al que enfrentó la Sociedad de Justicia, el Capitán Invencible se enfrentó a una investigación del Congreso McCarthy-ish que lo acusó de ser comunista (debido a su capa roja) y lo acusó de violar el espacio aéreo de EE. UU. volando sin una licencia adecuada.
Como sugiere el título, una crisis hace que el Capitán Invencible se retire de la jubilación en la década de 1980, lo que lo lleva a redimir su reputación.

### City of Heroes
Después de la Segunda Guerra Mundial, en el universo de City of Heroes, la comunidad de inteligencia de los Estados Unidos temía que el bloque soviético obtuviera una ventaja en los activos meta-humanos. Para abordar este problema, el gobierno aprobó la Ley de Poder por los Derechos. Esta ley proclamó a cualquier ciudadano estadounidense con poderes metahumanos o habilidades paranormales, individuos superpoderosos y héroes vigilantes como un recurso nacional valioso sujeto a reclutamiento sin previo aviso al servicio del gobierno de los Estados Unidos.
Posteriormente, la Corte Suprema de los Estados Unidos anuló la ley después de numerosas protestas y quejas sobre los abusos a los derechos civiles cometidos por la ley.
Actualmente en vigencia en el entorno se encuentra la Ley de lucha contra la delincuencia ciudadana, que proporciona vigilantes que eligen registrarse (ya sea técnicamente sobrehumanos o no) con los poderes de la policía. A diferencia del acto Might for Right o acto Marvel, CCFA no requiere que los héroes trabajen para el gobierno, aunque a través de varias "formas" en el juego se muestra que el gobierno (o al menos el de Paragon City) mantiene un registro de todos héroes y cualquier supergrupo que puedan formar.
Similar a la Ley de Marvel de 2006, en la dimensión alternativa de Praetoria, todos los superhumanos deben trabajar bajo la "División de Poderes" del gobierno.

### Astro City
El guionista Kurt Busiek deAstro City Vol. 2 # 6-9 (febrero - mayo de 1996) el registro de superhumanos es ordenado por el alcalde Stevenson de la ciudad. En esos temas de cómics, se cree que un asesino en serie sobrehumano está activo en la ciudad y el Alcalde propone que el registro ayudará a detener al asesino.
Stevenson trae agentes federales de EAGLE para hacer cumplir el nuevo requisito, al que se oponen muchos superhéroes activos. El prominente héroe Winged Victory hace declaraciones abiertas en contra del registro y varios superhumanos incumplen la ley y continúan ilegalmente sus actividades sin registro.
En Astro City # 8, el alcalde se revela como un infiltrado alienígena cuyas acciones son parte de una invasión extraterrestre planificada. La política del alcalde desacreditada, la población sobrehumana de Astro City se unen para derrotar la invasión en Astro City # 9.
El registro se abandona en la conclusión de la historia y no se ha vuelto a mencionar en la serie. Los temas involucrados fueron recogidos más tarde en el libro de bolsillo Astro City: Confession (ISBN 1-56389-550-1).

### Nuevo mundo valiente
En el juego de rol de superhéroes Brave New World originalmente lanzado por Pinnacle Entertainment Group en 1999, el establecimiento de una línea de tiempo alternativa distópica incluye un gobierno fascista de los Estados Unidos que aprobó la "Ley de Registro del Delta" después de que un grupo de supervillanos intentara asesinar al presidente John F. Kennedy, el 22 de noviembre de 1963.
En el juego, la ley exige que cualquier persona con habilidades sobrehumanas debe registrarse en el Gobierno de los Estados Unidos. Sus disposiciones restrictivas incluyen requisitos para que los solicitantes de registro renuncien a ciertos derechos civiles y notifiquen a la policía su paradero con regularidad. La ley también exige que las personas con superpoderes se registren dentro de los 7 días de la primera manifestación de sus habilidades, y la pena por no hacerlo es una sentencia automática de cadena perpetua sin posibilidad de libertad condicional. La Ley también legisla para el reclutamiento militar obligatorio.de individuos superpoderes individuales en cualquier momento, si el gobierno considera que sus capacidades son necesarias. En el mundo del juego, la mayoría de las otras naciones tienen leyes similares, aunque son mucho menos draconianas en sus restricciones y aplicación.

### Universo Cinematográfico de Transformers
Tras la Batalla de Chicago en Transformers: Dark of the Moon (2011), los Transformers se consideran a partir de este momento ilegales en todos los países del mundo, menos en Cuba. En Estados Unidos durante los eventos de Transformers: Age of Extinction (2014) se crea una subdivisión de cazadores de Transformers de la CIA llamada Cemetery Wind, quienes trabajan con un cazarrecompensas (Lockdown) de la misma raza que cazan. Incluso también hay una empresa llamada KSI que manufactura Transformers a través de restos de otros fallecidos. En Transformers: el último caballero (2017), después que Cemetery Wind fue disuelta por sus crímenes descubiertos ante el público (de intentar matar a los Yeagers), el gobierno creó otra agencia llamada La Fuerza de Reacción de Transformers (TRF), para seguir cazando Transformers (incluso a Cade Yeager siendo también cómplice, con los Autobots).

### Powers
En la serie Powers de Brian Michael Bendis y Michael Avon Oeming, los superhéroes tenían que registrarse con el gobierno con el fin de ser capaz de operar. Esto se cambió después de los eventos de Powers (vol. 1) # 30 (marzo de 2003) en los que Super Shock, el superhéroe más confiable del mundo, se lanza a una ola de asesinatos masivos en todo el mundo. En ese momento, el gobierno de EE. UU. Prohibió a los súper seres usar sus poderes y operar como superhéroes. 
Esto lleva a todos los héroes del mundo a retirarse e intentar vivir vidas normales, aunque después de Powers (vol. 2) # 6 (noviembre de 2004) algunos comienzan a resurgir.

### Los Increíbles  e Increíbles 2
En el mundo representado en la animada película de Pixar 2004, Los Increíbles, los superhéroes (conocidos como "supers") se muestran en las escenas retrospectivas como originalmente haber sido requerido para registrarse en la Agencia Nacional de Súper (o "NSA", una referencia broma a la vida real Agencia de Seguridad Nacional) con el fin de luchar contra el crimen legal que en su mayoría (y en muchas ocasiones en constante) se produjo en su ciudad natal de Municiberg en la década de 1950.
Sin embargo, durante el caso judicial de Sansweet v. Increíble cerca del inicio de la película, se descubrió que los superhéroes son legalmente responsables de las reclamaciones por lesiones personales de las personas lesionadas y los costos de infraestructura y daños a la propiedad, durante sus actividades, a pesar de cualquier salvamento y ley. Ayudando a la importancia de ellos. Debido a esto, terminaron enfrentando pasivos legales potencialmente abrumadores y la presión pública de quienes los odiaban por causar esas lesiones y daños, obligándolos a retirarse. Para ayudar a los superhéroes en su retiro, el gobierno de los Estados Unidos estableció un "Programa de reubicación de superhéroes" (similar en muchos aspectos al Programa de protección de testigos no ficticio) que otorgó a los héroes amnistía de las reclamaciones legales siempre que se retiren permanentemente del trabajo de héroe y vivan de forma anónima.
Al final de la película, a fines de la década de 1960, los protagonistas principales volvieron a sus roles de superhéroes (entre los pocos que quedaron como resultado de las acciones del malvado Síndrome), lo que indica que el programa en sí ha sido anulado.
En la secuela de 2018, Los Increíbles 2, se confirma el cierre del programa de reubicación, luego de que el primer intento de los protagonistas principales de reanudar su trabajo de héroe, lamentablemente, revela que gran parte del público y el gobierno aún no los quieren de vuelta, lo que lleva a dicho cierre. Un rico industrial, Winston Deavor, recluta a Helen Parr (Elastigirl y esposa de Robert Parr, Mr. Incredible) para que lo ayude a legalizar nuevamente a los supers. Aunque el esfuerzo es saboteado por la propia hermana de Deavor, Evelyn, quien culpa a los superhéroes por la causa de la muerte de su padre, cerca del final de la película, se muestra a un juez anulando la legislación que prohíbe a los superhéroes.

### Absolución
En el mundo representado en Absolution, la serie limitada propiedad del creador de Christopher Gage por Avatar Press, los superhéroes son parte de la fuerza policial. Mientras que el gobierno es consciente de sus identidades reales, los superhéroes no están obligados a revelar sus identidades al público.